# تايلور نيجرون
تايلور نيجرون (بالإنجليزية: Taylor Negron)‏ هو رسام وممثل أمريكي، ولد في 1 أغسطس 1957 بغلينديل في الولايات المتحدة، وتوفي في 10 يناير 2015 بلوس أنجلوس في الولايات المتحدة بسبب سرطان الكبد.

## أعمال

### أفلام
- (1999) ستيوارت ليتل[4][5]

## وصلات خارجية
- تايلور نيجرون على موقع IMDb (الإنجليزية)
- تايلور نيجرون على موقع ألو سيني (الفرنسية)
- تايلور نيجرون على موقع ميوزك برينز (الإنجليزية)
- تايلور نيجرون على موقع أول موفي (الإنجليزية)
- تايلور نيجرون على موقع قاعدة بيانات الأفلام السويدية (السويدية)
- تايلور نيجرون على موقع إن إن دي بي (الإنجليزية)
- تايلور نيجرون على موقع أول ميوزيك (الإنجليزية)
- تايلور نيجرون على موقع قاعدة بيانات الفيلم (الإنجليزية)